# Miss Europe 1981

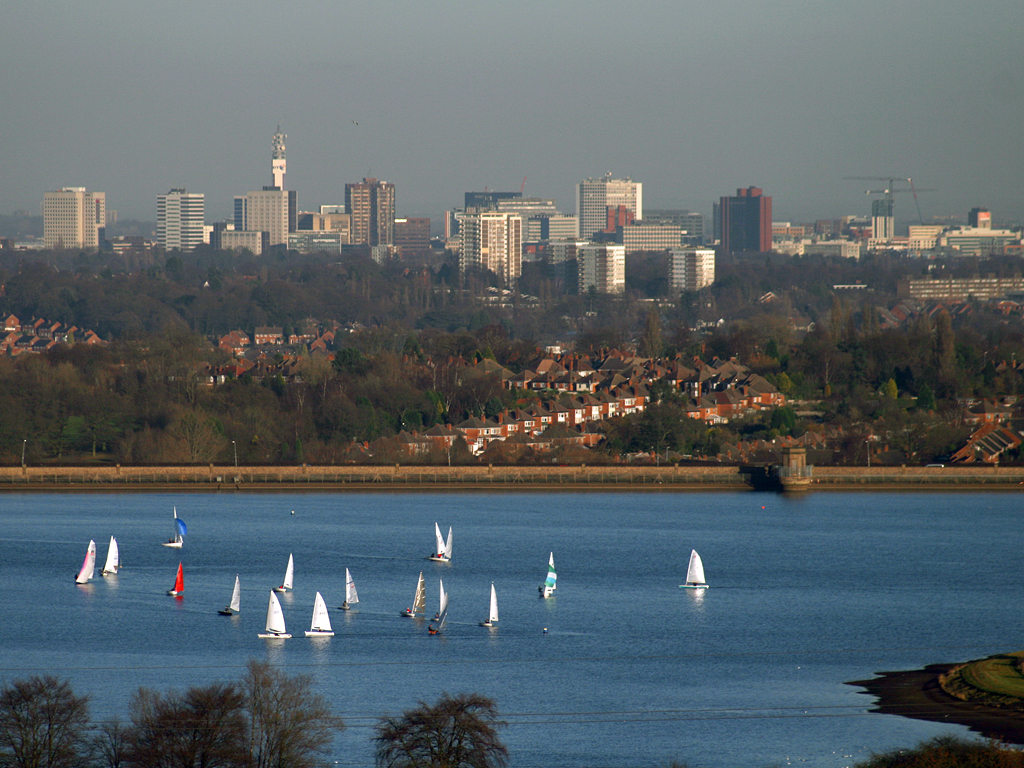
Birmingham, Ort der Veranstaltung, Blick von Bartley Green

Der Wettbewerb um die Miss Europe 1981 war der dreißigste seit 1948, den die Mondial Events Organisation (MEO) durchführte. Sie war von den Franzosen Roger Zeiler und Claude Berr ins Leben gerufen worden, hatte ihren Sitz in Paris und arrangierte den Wettbewerb bis 2002.
Die Kandidatinnen waren in ihren Herkunftsländern von nationalen Organisationskomitees ausgewählt worden, die mit der MEO Lizenzverträge abgeschlossen hatten. Dabei muss es sich nicht in jedem Fall um die Erstplatzierte in ihrem nationalen Wettbewerb gehandelt haben.
Die Veranstaltung fand am 9. Juni 1981 im britischen Birmingham statt. Es gab 21 Bewerberinnen.
| Land                    | Schreibweise bei Pageantopolis | Schreibweise in der Heimatsprache        | Teilnahme an weiteren Wettbewerben                              |
| ----------------------- | ------------------------------ | ---------------------------------------- | --------------------------------------------------------------- |
| Platzierungen           |                                |                                          |                                                                 |
| 1. Dänemark             | Anne Mette Larsen              |                                          |                                                                 |
| 2. Holland              | Ingrid Johanna Maria Schouten  | Ingrid Schouten                          | Miss Universe 1981: Semifinale                                  |
| 3. Italien              | Anna Maria Kanakis             | Anna Kanakis                             | Miss Universe 1981                                              |
| 4. Schweden             | Eva-Lena Lundgren              | Eva-Lena Lundgren                        | Miss Universe 1981: Platz 3                                     |
| 5. Finnland             | Eija Helena Korolainen         |                                          | Miss Scandinavia 1982: Platz 4, Miss Nations 1981: Platz 4      |
| Top 11                  |                                |                                          |                                                                 |
| Frankreich              | Isabelle Sophie Benard         | Isabelle Benard                          | Miss Universe 1981, Miss World 1981                             |
| Irland                  | Valerie Roe                    | Valerie Roe (Vicki Roe)                  | Miss Universe 1981                                              |
| Island                  | Elisabet Traustadóttir         | Elísabet Traustadóttir                   | Miss Universe 1981, Miss Scandinavia 1982: Platz 2              |
| Österreich              | Edda Schnell                   | Edda Schnell                             |                                                                 |
| Schweiz                 | Jolanda Egger                  | Jolanda Egger                            | Miss International 1980                                         |
| Spanien                 | Maria Agustina García Alcaide  | María Agustina García Alcaide            | Miss International 1980: Platz 3                                |
| Weitere Teilnehmerinnen |                                |                                          |                                                                 |
| Belgien                 | Else Desplenter                |                                          |                                                                 |
| BR Deutschland          | Edith Maciejek                 |                                          |                                                                 |
| England                 | Joanna Longley                 | Joanna Longley                           | Miss International 1974: Platz 2, Miss Universe 1981            |
| Gibraltar               | Maria Pilar Wahnon             |                                          |                                                                 |
| Griechenland            | Natassa Zanthopoulou           | Νατάσα Ξανθοπούλου (Natasa Xanthopoulou) |                                                                 |
| Norwegen                | Mona Olsen                     |                                          | Miss Scandinavia 1981: Siegerin, Miss Universe 1981: Semifinale |
| Schottland              | Anne McFarlane                 | Anne McFarlane                           | Miss Universe 1981                                              |
| Türkei                  | Aysegul Ercan                  | Ayşegül Ercan                            |                                                                 |
| Wales                   | Karen Ruth Stannard            | Karen Stannard                           | Miss Universe 1981                                              |
| Zypern                  | Rolly Stylianidou              | … Στυλιανίδου                            |                                                                 |